# Dimitris Panayiotatos
Dimitris Panayiotatos (grekiska: Δημήτρης Παναγιωτάτος) är en grekisk manusförfattare, regissör och filmproducent.

## Filmografi
- (2003) - I Triti Nixta
- (1998) - Monaxia Mou Ola
- (1990) - Erastes Sti Mihani Tou Hronou